# Neogonyleptes docilis
Neogonyleptes docilis is een hooiwagen uit de familie Gonyleptidae.